# گوشت‌نخواری
گوشت‌نخواری نام نهادیست که احمد کسروی در دوران پس از جنبش مشروطه ایران برای تبلیغ گیاه‌خواری در ایران به کار می‌برد. وی این اصطلاح را بارها در کتابی با عنوان در پاسخ بدخواهان و در مقاله ای با نام آدمی با جانوران یکی نیست به کار می‌برد.